# Arthur Porritt
El coronel Arthur Porritt   (Whanganui, 10 d'agost de 1900 - Londres, 1 de gener de 1994) va ser un metge, estadista i esportista neozelandès que va competir durant la dècada de 1920. Entre 1967 i 1972 va ser l'11è governador general de Nova Zelanda.

## Carrera esportiva
El 1920 va començar a estudiar medicina a la Universitat d'Otago. El 1923 va rebre una beca Rhodes i va estudiar medicina de 1924 a 1926 al Magdalen College d'Oxford.
El 1924 va prendre part en els Jocs Olímpics de París, on disputà dues proves del programa d'atletisme. En els 100 metres guanyà la medalla de bronze, sent superat per Harold Abrahams i Jackson Scholz, or i plata respectivament. La cursa es va immortalitzar més tard a la pel·lícula Carros de Foc, però a causa de la modèstia de Porritt el seu nom va ser canviat per "Tom Watson". També va disputar la cursa dels 200 metres, en què quedà eliminat en semifinals. Quatre anys més tard, als Jocs d'Amsterdam, va ser el capità de l'equip neozelandès, però una lesió n'impedí la seva participació. En ambdós Jocs fou l'abanderat neozelandès durant la cerimònia inaugural.
Després de retirar-se de l'atletisme va ser el director de l'equip de Nova Zelanda als Jocs de l'Imperi Britànic de 1934 a Londres i als Jocs Olímpics d'Estiu de 1936 de Berlín. Va ser membre del Comitè Olímpic Internacional des de 1934 fins que va ser nomenat governador general de Nova Zelanda el 1967. Entre el 1950 i 1966 va ser president de la Federació de Jocs de l'Imperi Britànic.

## Carrera mèdica i militar
El 1926 es va convertir en cirurgià intern del St Mary's Hospital de Londres i poc més tard va ser nomenat cirurgià del príncep de Gal·les, el futur rei Eduard VIII.
El 8 de març de 1940 fou nomenat tinent al Royal Army Medical Corps. Va servir a França fins a l'evacuació de Dunkerque; a Egipte, on operà a soldats greument ferits durant la Campanya del nord d'Àfrica i desembarcà a Normandia el dia D. El febrer de 1943 se li concedí el rang temporal de tinent coronel i el grau de coronel en funcions aquell mateix any. El 18 de desembre de 1943 fou nomenat cirurgià consultor amb rang local de brigadier. Renuncià a aquesta feina i rang l'1 de setembre de 1945, moment en què ja era un destacat tinent coronel a la guerra. Es retirà de l'exèrcit el setembre de 1956 amb el grau honorífic de coronel de l'Exèrcit Territorial.
Va ser cirurgià del rei de Jordi VI de 1946 a 1952 i va ser cirurgià sergent de la reina Isabel II fins a 1967. Va ser president de  la Hunterian Society, de l'Associació Mèdica Britànica i del Col·legi Reial de Cirurgians d'Anglaterra, sent la primera persona que va ocupar els dos càrrecs simultàniament.
El 1966 va ser elegit president de la Royal Society of Medicine, però al cap d'un any ho deixà per marxar a Nova Zelanda.

## Governador General
El 1967 va tornar a Nova Zelanda per ser nomenat com a 11è governador general de Nova Zelanda. Era el primer en ocupar aquest càrrec nascut a Nova Zelanda. El seu mandat va marcar un punt d'inflexió en la història constitucional del país: els seus successors han estat tots neozelandesos. Els diaris de l'època van donar la benvinguda al nomenament, el Greymouth Star va dir que era "un reconeixement de la maduresa de Nova Zelanda". Al final del seu mandat, el setembre de 1972, Porritt va tornar a Anglaterra.

## Honors
El 1943 Porritt va ser nomenat Oficial de l'Orde de l'Imperi Britànic i promogut a Comandant el 1945. Va ser condecorat com a Oficial de la Legió de Mèrit dels Estats Units el 14 de novembre de 1947. El 1950 va ser nomenat Cavaller Comandant de l'Orde de Sant Miquel i Sant Jordi, i va ser promogut a Cavaller Gran Creu el 1967. El 1957 va ser nomenat Comandant del Reial Orde Victorià, sent promogut a Cavaller Gran Creu el 1970. També va ser nomenat Cavaller de l'Orde de Sant Joan de Jerusalem el 1957.
El 25 de gener de 1963 fou nomenat Baronet de Hampstead. Quan va ser elevat a Par vitalici el 5 de febrer de 1973 va escollir honorar la seva ciutat natal i va ser creat el baró Porritt, de Wanganui a Nova Zelanda i de Hampstead al Gran Londres.